# ميان كنان (مقاطعة دورة)
ميان كنان (بالفارسية: میان کنان) هي قرية تقع في قسم كشكان الريفي (مقاطعة دورة) في إيران. يقدر عدد سكانها بـ 0 نسمة بحسب إحصاء 2016.